# Sabatilla de curses
Les sabatilles de curses són un tipus de sabatilles esportives especialitzades per córrer, que es caracteritzen per:
- Sola amb bona agafada. Cal una bona agafada en aquestes sabatilles perquè no rellisquin en les diferents superfícies segons es practiqui un esport. Per exemple, en atletisme.
- Sola amb bon amortiment. Cal un bon amortiment si es practiquen diferents tipus de salts. És important per a descansar el peu, això ocasiona més resistència, ja que l'amortiment evita el constant tust al taló i no produeix cansament.
- Mantenen el turmell fix. Això és important, ja que manté el turmell ben rígid. En el cas contrari, una torçada es traduiria en lesió de turmell.
- Solen ser lleugeres. En funció del pes del corredor, tindran un pes superior o inferior. Sabatilles que per a un corredor de més de 80 kg poden ser lleugeres, poden ser excessivament pesades per a un corredor de pes lleuger.
- Algunes tenen claus a la sola de la sabata per a les pistes sintètiques.

Aquest tipus de sabatilles són usades per a la vida quotidiana, o per a esports com l'atletisme, el running, jogging, etc.